# Ördög-árok
Az Ördög-árok időszakos patak, Buda Dunába torkolló vízfolyásainak egyike. A folyam jobbparti mellékvize. Legjelentősebb oldalvize a Kis-Ördög-árok, amely Hűvösvölgy mellett, a Nagyrétnél éri el. Az Ördög-árok korábban a budai oldal szennyvizének számottevő hányadát is befogadta; a Budapesten keletkező napi 600 ezer köbméter szennyvízből 50 ezer köbméter rajta keresztül ömlött tisztítatlanul a Dunába, aminek a csepeli Központi Szennyvíztisztító Telep megépülése vetett véget.

## Útvonala
A Nagykovácsi-medencében ered, majd Nagykovácsin és Remeteszőlősön átfolyva a Remete-szurdokon keresztül érkezik meg Máriaremetére, aztán pedig Hűvösvölgybe. Pasaréten a Hűvösvölgyi úti volt katonai akadémiától egy nagy iszapfogóban tűnik el, innentől a felszín alatt folytatja útját. A Szilágyi Erzsébet fasor, a Városmajor, a Maros utca, a Vérmező (Krisztina körút), a Pauler utca, a Horváth-kert, a Tabán (ismét Krisztina körút), a Szarvas tér és a Döbrentei tér alatt haladva az 1646,2 folyamkilométernél, az Erzsébet híd budai hídfőjétől északra torkollik a Dunába.

## Története
A vízfolyás a 14. századtól a Paulus-patak (Remete Szent Pál után), a török hódoltság idején a Kovácsi-patak nevet viselte, német Teufelsgraben (Ördög-árok) nevét később kapta. 1837 pünkösdjén kiöntött, az áradat jelentős károkat okozott.

### Befedése
A 19. század második felére rendezetlen, néhol veszélyesen meredek partjai, valamint a - parkosított Tabán helyén állt - Rácváros lakossága által beleengedett szennyvíz okozta egészségtelen kipárolgás és kellemetlen szaghatás miatt beboltozása mellett döntöttek. A Dunához közel eső részét már igen régen boltozat fedte el, fölötte lakóházak épültek. A Fővárosi Közmunkák Tanácsa 1870-ben magára vállalta az árok rendezését. A lefedés munkálatait 1873. március 5-én kezdték meg a János hídnál (Horváth-kert).
1875. június 26-án este hat órakor hatalmas eső zúdult a városra, amely az Ördög-árkot és a rajta végzett munkálatokat 1200 m hosszban alaposan megrongálta. A régi boltozat is több helyen beszakadt, magával sodorva a Rácvárosban rajta épült házakat is. A Krisztinavárosban szinte minden épület kárt szenvedett, és még a fogaskerekű is hetekre működésképtelenné vált.
Az árok befedése végül 1876 júniusára készült el a Vérmezőig. Azóta a Horváth-kertben csak az 1838-ban állított Nepomuki Szent János-szobor és a Döbrentei téren az egyik híd megmaradt darabja emlékeztet a patak nyomvonalára. 1878 májusában készült el a Városmajorig tartó szakasz beboltozása. A közparkra eső szakaszt azonban csak 1920-ban adták át.

### A befedett patak
Az 1933-1935 között, Árkay Aladár és Bertalan tervei alapján épült Városmajori Jézus Szíve-plébániatemplom építése során a beboltozott Ördög-árok miatt kellett elválasztani a templomot a harangtoronytól; a köztük lévő távolságot árkádsorral hidalták át.
1945 februárjában a Budai Váralagútban lévő főhadiszállásról az Ördög-árok csatornáján próbált meg kitörni a német és a magyar parancsnokság, a kitörési kísérlet azonban kudarcba fulladt.
A csepeli Központi Szennyvíztisztító Telep és a budai főgyűjtő csatorna 2009-es megépülése vetett véget annak az állapotnak, hogy a budai oldal addig tisztítatlan szennyvizének jelentős részét (a napi 600 ezerből 50 ezer köbmétert) az Ördög-árok vezette a Dunába.
A Ördög-árok befedett szakaszát 2013-ban járta végig az Index három újságírója. Ekkor derült ki, hogy a Döbrentei tér melletti Duna-parti torkolat előtt kb. 20 méterre a főgyűjtőnél egy több méter vastag betonszűkítést építettek a csatornában. Az egykori torkolat túlfolyóként funkcionál az alkalmankénti nagyobb zivatarok idején megnövekedő vízhozam esetére. Emiatt ott nem tudtak kijutni, végül feljebb egy szűk mellékaknán másztak ki.

## Galéria

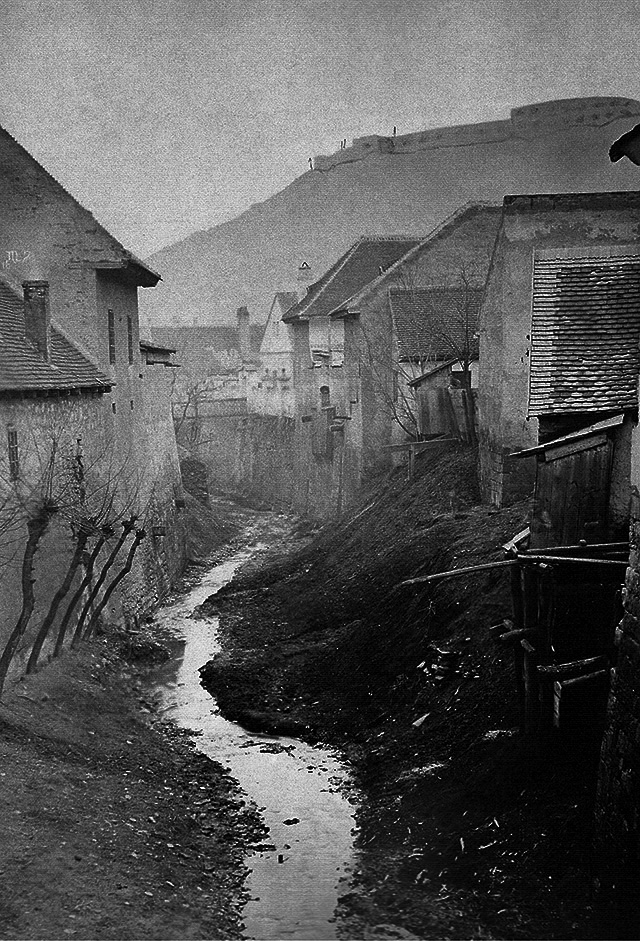
19. század, Tabán, háttérben a Citadella
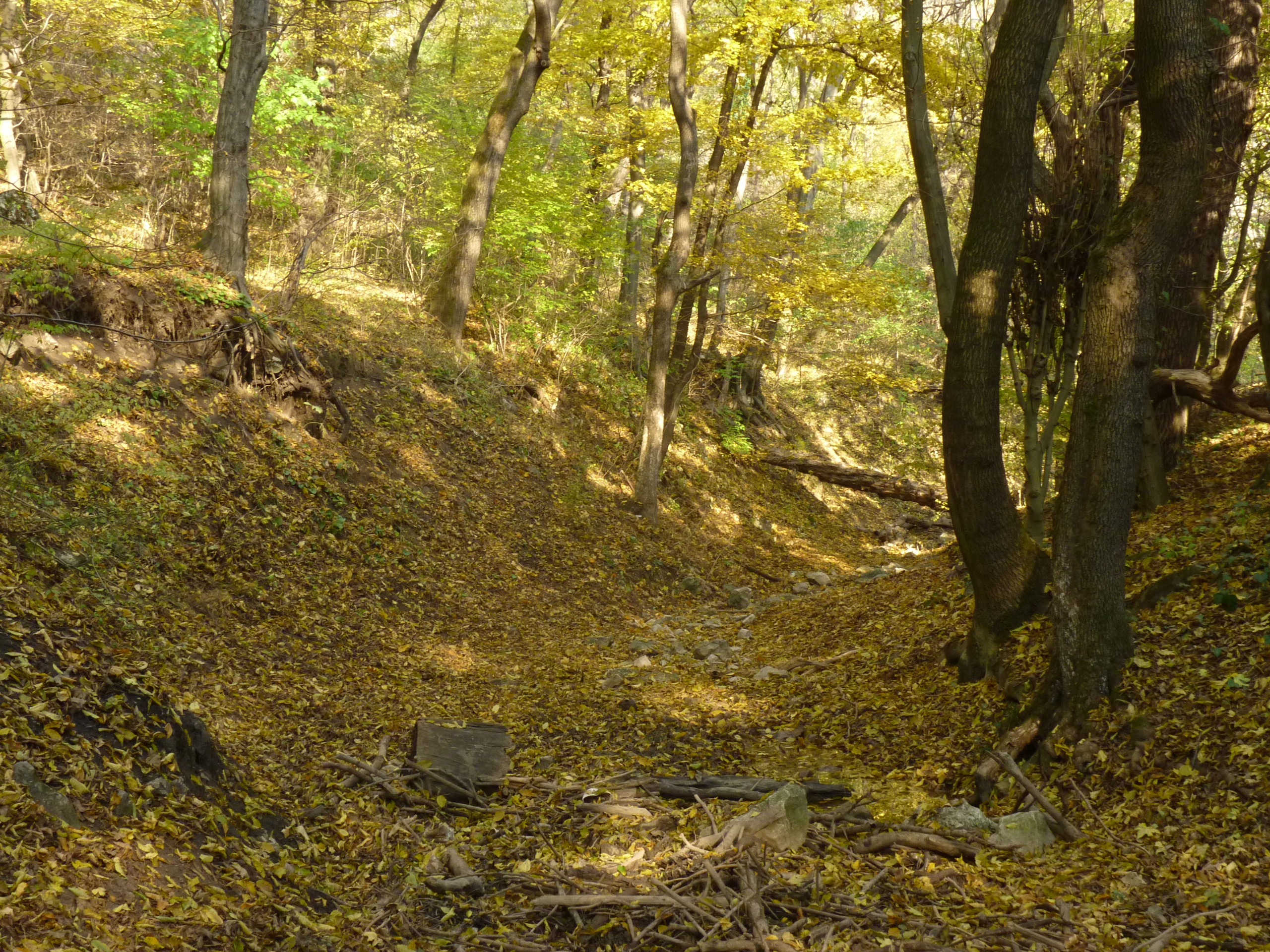
Az Ördög-árok medre a Remete-szurdokban
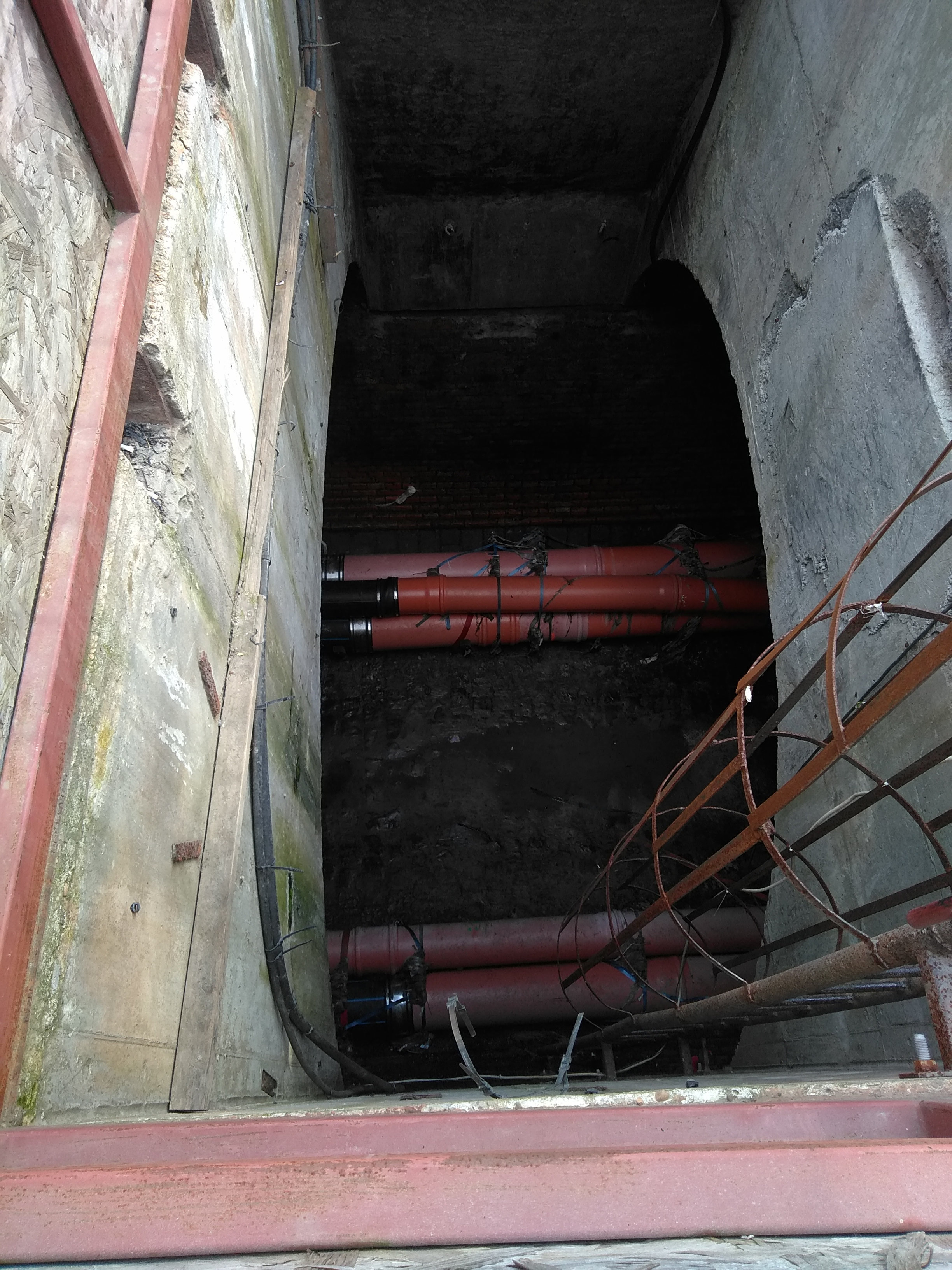
A Vérmező mellett a Krisztina körút alatti csatornában csordogáló patak karbantartás miatt felbontott szakasza a Mikó utcánál
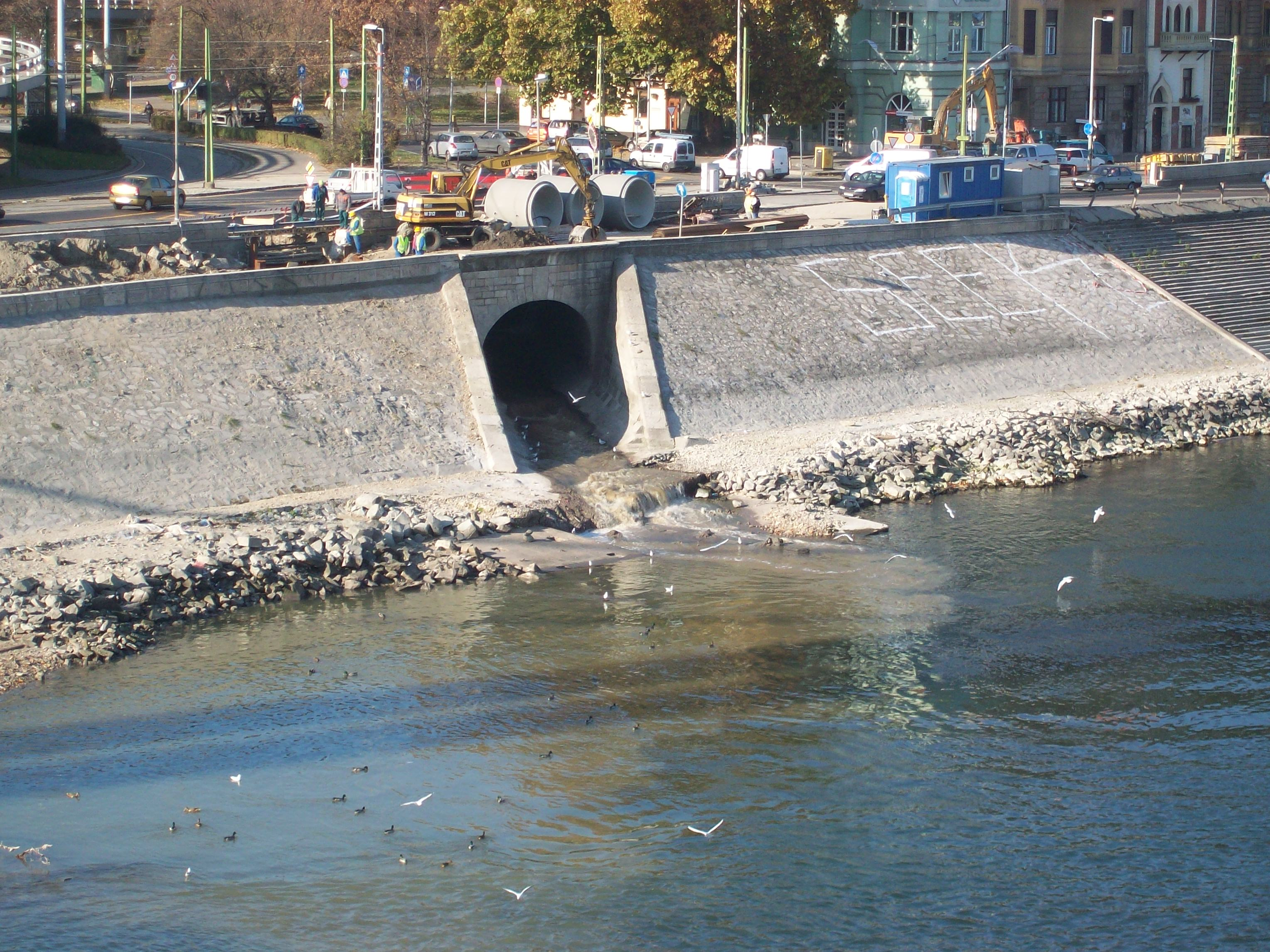
Az Ördög-árok dunai torkolata
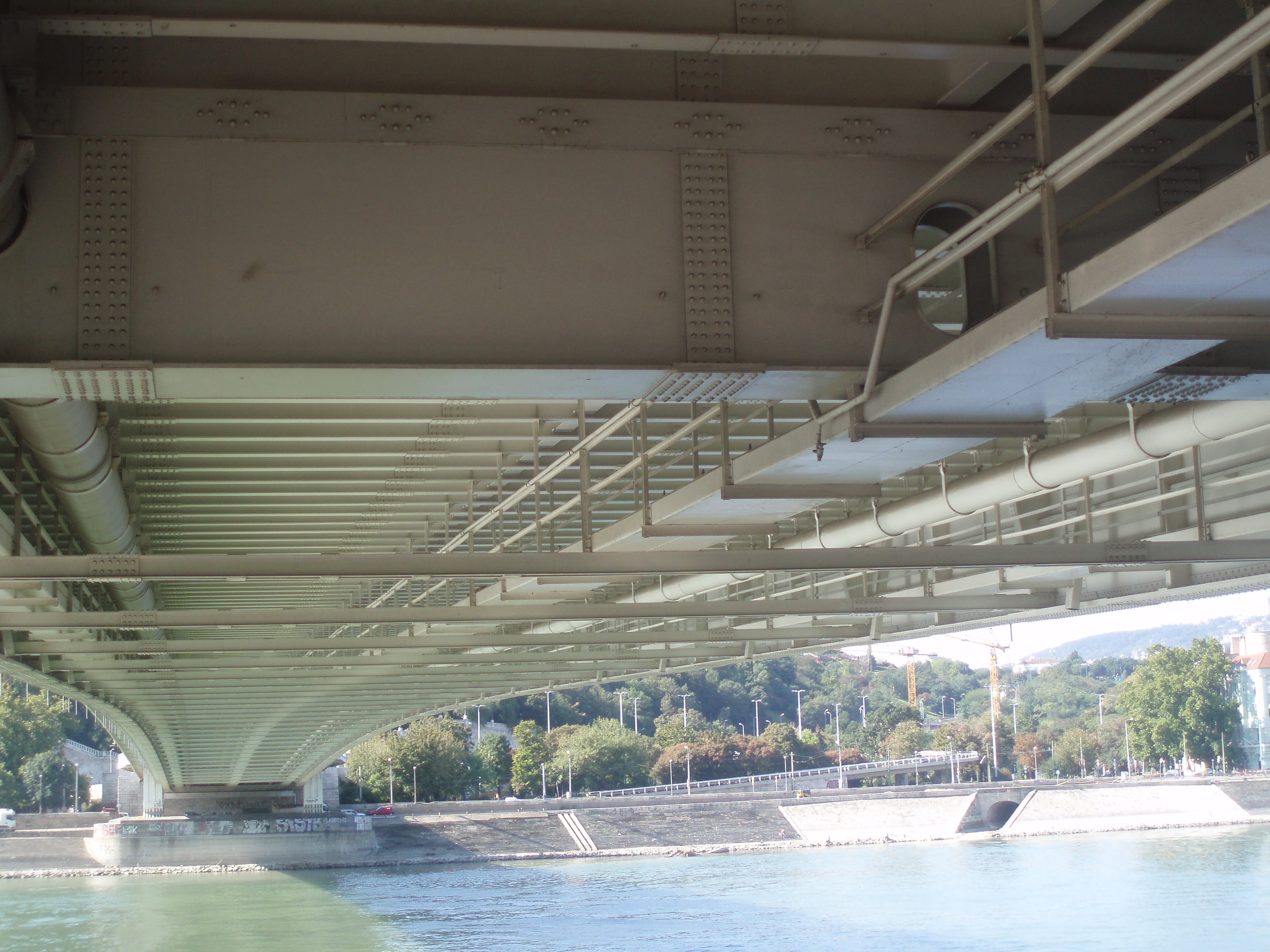
Az Erzsébet híd alja jobbra a patak torkolatával